# Todesfall Gareth Williams
Der Todesfall von Gareth Wyn Williams ereignete sich um den 16. August 2010. Williams (* 26. September 1978 in Valley, Wales; † um den 16. August 2010 in London) war ein walisischer Mathematiker und Junior-Analyst des Government Communications Headquarters (GCHQ), der zum Secret Intelligence Service (SIS oder MI6) abgestellt war. Er wurde am 23. August 2010 unter verdächtigen Umständen in einem Safe House des Security Service im Londoner Stadtteil Pimlico tot aufgefunden. Die Untersuchung ergab, dass sein Tod „unnatürlich war und wahrscheinlich auf kriminelle Weise herbeigeführt wurde“. Eine anschließende erneute Untersuchung der Metropolitan Police kam zu dem Schluss, dass der Tod von Williams „wahrscheinlich ein Unfall“ war.
Zwei hochrangige britische Polizeiquellen sagten, dass sich ein Teil von Williams’ Arbeit auf Russland konzentrierte und eine bestätigte Berichte, wonach er der amerikanischen National Security Agency geholfen habe, internationale Geldwäscherouten aufzuspüren, die von Gruppen des organisierten Verbrechens einschließlich in Moskau ansässiger Mafia-Zellen genutzt werden.

## Biographie
Williams stammte aus der Gemeinde Valley und seine Muttersprache war Walisisch. Er absolvierte ein Teilzeitstudium der Mathematik an der Bangor University, während er noch seine Sekundarschule, die Ysgol Uwchradd Bodedern, besuchte und im Alter von 17 Jahren mit einem erstklassigen Abschluss beendete. Nachdem er an der University of Manchester promoviert hatte, brach er ein anschließendes Postgraduiertenstudium am St Catharine’s College in Cambridge ab und nahm 2001 eine Stelle beim GCHQ in Cheltenham an, wo er fast zehn Jahre lang ein Zimmer in Prestbury, einem Vorort von Cheltenham, mietete. Williams, der Berichten zufolge ein sehr privater Mensch und begeisterter Radfahrer war, sollte nach seinem Jahresurlaub Anfang September 2010 nach Cheltenham zurückkehren.

## Tod

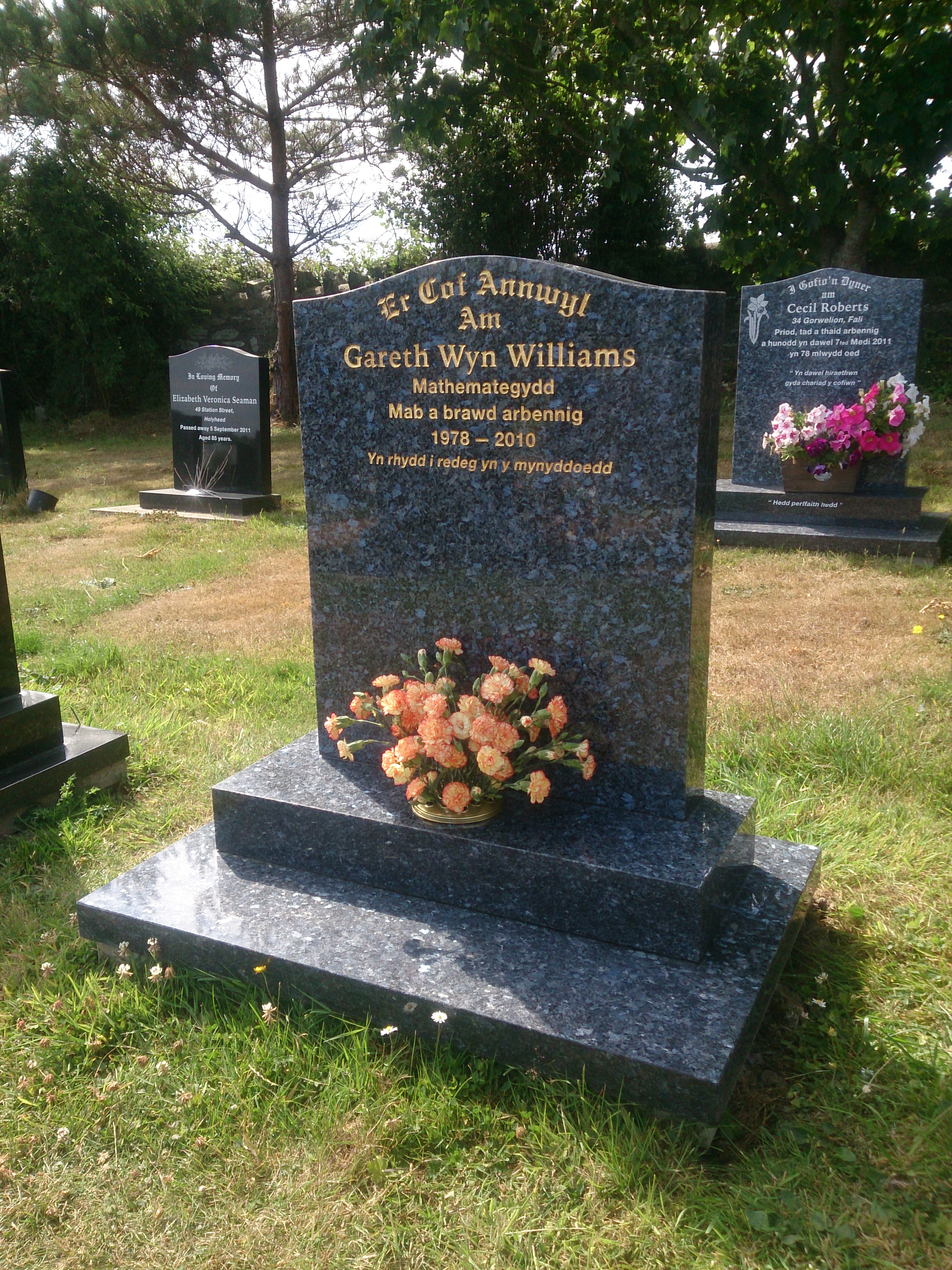
Das Grab von Williams

Die Polizei besuchte das Haus von  Williams am Nachmittag des 23. Augusts im Rahmen einer „Wohlfahrtskontrolle“, nachdem Kollegen festgestellt hatten, dass sie seit mehreren Tagen keinen Kontakt mehr zu ihm hatten.
Seine nackten, verwesenden Überreste wurden in der Badewanne gefunden, in einer roten Tasche, die von außen mit einem Vorhängeschloss verschlossen war, wobei sich die Schlüssel in der Tasche befanden. Die Polizei hatte sich gegen 16:40 Uhr Zutritt zu seiner Wohnung im obersten Stockwerk in der Alderney Street verschafft. Seine Familie behauptete, dass wichtige DNA-Spuren manipuliert und die Fingerabdrücke am Tatort im Rahmen einer Vertuschung verwischt wurden. Auf der Tasche wurden nicht schlüssige Fragmente von DNA-Komponenten von mindestens zwei anderen Beteiligten gefunden. Eine gerichtsmedizinische Untersuchung von Williams’ Wohnung ergab, dass es keine Anzeichen für ein gewaltsames Eindringen oder DNA-Spuren gab, die auf die Anwesenheit einer dritten Person zum Zeitpunkt des Todes hinweisen.
Die polizeiliche Untersuchung ergab auch keine Fingerabdrücke von Williams auf dem Vorhängeschloss des Beutels oder auf dem Wannenrand, was nach Ansicht der Gerichtsmedizinerin ihre Behauptung stützte, dass Dritte am Tod beteiligt waren. Der stellvertretende Polizeipräsident Martin Hewitt sagte, es sei theoretisch möglich, dass Williams sich in die Tasche fallen ließ, ohne den Wannenrand zu berühren. Ein Schlüssel für das Vorhängeschloss befand sich in der Tasche unter seinem Körper.
Williams wurde am 26. September 2010 auf dem Friedhof Ynys Wen in seinem Geburtsort beigesetzt. Zuvor fand in der Bethel Chapel in Holyhead ein privater Trauergottesdienst statt, an dem seine Familie, Freunde, ehemalige Kollegen aus den Geheimdiensten sowie der Leiter des SIS, John Sawers, teilnahmen.

## Untersuchung
Williams’ Todeszeitpunkt wurde auf die frühen Morgenstunden des 16. August geschätzt, eine Woche bevor er gefunden wurde.
Kurz nach Beginn der Ermittlungen trafen sich die Leiter des Secret Intelligence Service und der Metropolitan Police, um zu erörtern, wie die Polizei angesichts der streng geheimen Tätigkeit von Williams mit den Ermittlungen umgehen und wer die Ermittlungen leiten sollte. Williams hatte sich vor kurzem für den operativen Einsatz qualifiziert und mit Agenten der NSA und des Federal Bureau of Investigation zusammengearbeitet. Das US-Außenministerium bat darum, dass bei der Untersuchung keine Einzelheiten über die Arbeit von Williams bekannt werden sollten. Außenminister William Hague unterzeichnete eine Immunitätsbescheinigung im öffentlichen Interesse, die es erlaubte, der Untersuchung Einzelheiten über die Arbeit von Williams und die gemeinsamen Operationen mit den USA vorzuenthalten.
Nach Einleitung der Untersuchung stellte die Gerichtsmedizinerin Fiona Wilcox fest, dass es keine Verletzungen an seinem Körper und keine Anzeichen dafür gab, dass er in einen Kampf verwickelt war; außerdem war sein Körper negativ auf Alkohol und gängige Freizeitdrogen getestet worden. Die Metropolitan Police stufte seinen Tod als „verdächtig und unerklärlich“ ein. Das FBI führte ebenfalls eigene Ermittlungen in diesem Fall durch.
Im Dezember 2010 gab die Polizei weitere Einzelheiten bekannt und erklärte, Williams habe eine Reihe Websites mit Bondageinhalten besucht, obwohl bei der späteren Untersuchung festgestellt wurde, dass diese Besuche „sporadisch und isoliert“ waren und nur einen kleinen Teil der Zeit ausmachten, die er online verbrachte. In Williams’ Kleiderschrank befand sich „hochwertige“ Damenbekleidung im Wert von 20.000 £ in den Größen klein bis mittel und 26 Paar Damenschuhe in den Größen sechs und sechseinhalb. Auch weibliche Perücken und Make-up wurden gefunden. Auf einem Handy befand sich Videomaterial, auf dem er abgesehen von Lederstiefeln nackt posierte.
Die Vermieterin der Zweitwohnung, die er zehn Jahre lang in Cheltenham gemietet hatte, sagte, sie und ihr Mann hätten ihn drei Jahre vor seinem Tod mit an den Bettpfosten gefesselten Händen um Hilfe schreiend gefunden. Er sagte, er wolle sehen, ob er sich befreien könne. Sie schnitten ihn los und glaubten, dass es sich eher um eine sexuelle als um eine Entfesselungsaktion handelte.
Ein Sachverständiger, der den Sack, in dem Williams’ Leiche gefunden wurde, untersuchen sollte, kam zu dem Schluss, dass Williams ihn nicht verschlossen haben konnte. Ein Polizeisprecher erklärte dies: „Wenn er noch lebte, ist er freiwillig hineingegangen, wenn nicht, war er bewusstlos und wurde in den Sack gelegt.“
Es wurde festgestellt, dass die Heizung in Williams’ Wohnung eingeschaltet war. Es wird vermutet, dass eine erhöhte Temperatur in der Wohnung die Zersetzung von Williams’ Körper beschleunigt hat.
Daraufhin veröffentlichte die Polizei einen Steckbrief mit Fotos von zwei gesuchten Personen, die im Juni oder Juli 2010 beim Betreten des Gemeinschaftseingangs seiner Wohnung gesehen wurden.

## Gerichtsmedizinische Untersuchung
Der Anwalt der Familie, Anthony O’Toole, sagte bei der Leichenschau im März 2012, dass entweder eine zweite Person anwesend war, als Williams starb, oder jemand danach einbrach und Gegenstände stahl. Es gab keine forensischen Beweise, die diese Ansicht stützten. Es konnten keine Anzeichen für ein gewaltsames Eindringen gefunden werden, aber es wurde auch festgestellt, dass die Tür und die Schlösser bereits entfernt worden waren, als die Polizeiexperten eingeschaltet wurden.
Die an der Hand von Williams gefundene DNA stellte sich als Verunreinigung durch einen der Gerichtsmediziner heraus und die Polizei stellte fest, dass ein von ihr gesuchtes Paar mediterraner Abstammung nichts mit den Ermittlungen zu tun hatte. LGC, das forensische Unternehmen, entschuldigte sich dafür, dass der Fehler, der durch die falsche Eingabe eines numerischen Codes verursacht wurde, der Familie Leid zugefügt hatte.
Die Beweise bei der Untersuchung zeigten, dass es für Williams praktisch unmöglich gewesen wäre, sich in der Tasche einzuschließen. Zwei Sachverständige waren trotz 400 Versuchen nicht in der Lage, sich selbst in einen ähnlichen Sack einzuschließen, obwohl einer erklärte, es bestehe eine geringe Chance, dass Williams dieses Kunststück gelungen sei. Der Pathologe Richard Shepherd erklärte, es sei wahrscheinlicher, dass Williams noch am Leben war, als er in den Sack kam, da es schwierig sei, eine Leiche in der Position zu arrangieren, in der Williams’ Körper gefunden wurde. Ein anderer Pathologe erklärte, dass Williams nach nur zwei oder drei Minuten in dem Sack an Hyperkapnie, einem erhöhten Kohlendioxidgehalt, gestorben wäre. In dem Sack wurden keine Handschuhe gefunden und weder auf dem Vorhängeschloss noch auf dem Sack befanden sich Fingerabdrücke.
Die Familie von Williams sagte, sie habe den Verdacht, dass es sich bei dieser Person „um ein Mitglied einer auf die dunklen Künste der Geheimdienste spezialisierten Agentur“ handele.
Wilcox sagte, sie werde „den Beweisen folgen“, wohin auch immer sie führten. Wilcox war auch die Gerichtsmedizinerin für den Tod von William Broeksmit, der zu der Zeit, als die Deutsche Bank die russische Geldwäscheoperation Danske/Estonia unterstützte, Wirtschaftsprüfer bei der Deutschen Bank war.
Der Journalist Duncan Campbell berichtete, dass die Ermittlungsergebnisse darauf hindeuten, dass Williams zu einem Team von Geheimdienstmitarbeitern gehörte, das in US-amerikanische und britische Hackernetzwerke eindringen sollte. Er hatte 2010 an den Black Hat Briefings und der DEFCON-Konferenz teilgenommen. Im Frühjahr 2009 hatte er beim SIS in London angefangen und nach der Teilnahme an einer Reihe von Schulungen mit der „aktiven operativen Arbeit“ begonnen. Wenige Monate vor seinem Tod bat er darum, zum GCHQ zurückzukehren, da ihm das „Rattenrennen, die protzigen Autowettbewerbe und die Trinkkultur nach Feierabend“ beim SIS nicht gefielen und er als begeisterter Radfahrer und Wanderer zurück aufs Land wollte.

### Ergebnis der gerichtsmedizinischen Untersuchung
Die Gerichtsmedizinerin kam in einem narrativen Urteil zu dem Schluss, dass Williams’ Tod „unnatürlich war und wahrscheinlich auf kriminelle Weise herbeigeführt wurde“. Die Gerichtsmedizinerin war „überzeugt, dass Gareth nach Abwägung aller Wahrscheinlichkeiten unrechtmäßig getötet wurde“. Die Beweise reichten nicht aus, um eine rechtswidrige Tötung festzustellen. Sie kam zu dem Schluss, dass eine andere Person die Tasche mit Williams in die Badewanne gelegt und sie verschlossen hatte. Zudem lebte Williams wahrscheinlich noch, als er in die Tasche gelegt wurde, und dass er wahrscheinlich kurz danach an einer Kohlendioxidvergiftung oder an einem kurz wirkenden Gift starb. Es wurden keine Fingerabdrücke in der Nähe des Bades oder des Beutels gefunden. Die Gerichtsmedizinerin kritisierte den SIS dafür, dass er Williams sieben Tage lang nicht als vermisst gemeldet hatte, was seiner Familie zusätzliches Leid zufügte und dazu führte, dass forensische Beweise verloren gingen.
Die Gerichtsmedizinerin schloss einen Suizid, ein Interesse an Bondage oder Crossdressing oder eine „autoerotische Aktivität“ als Ursache für Williams’ Tod aus. Sie sagte, dass seine Besuche auf Bondage-Websites nur sporadisch stattfanden und nicht so häufig waren, dass sie auf ein aktives Interesse schließen ließen. Die Gerichtsmedizinerin verurteilte Indiskretionen über Crossdressing als einen möglichen Versuch der Medienmanipulation.
Der Gerichtsmediziner übte scharfe Kritik an der Terrorismusbekämpfungseinheit der Metropolitan Police (SO15), die es versäumt hatte, den leitenden Ermittlungsbeamten vor Beginn der Untersuchung über die Existenz von neun Speichersticks und anderen Gegenständen in Williams’ SIS-Büro zu informieren. SO15 versäumte es, bei der Befragung der SIS-Beamten formelle Erklärungen abzugeben. Der Gerichtsmediziner erklärte, dass die mögliche Verwicklung von SIS-Mitarbeitern in den Todesfall ein legitimer Untersuchungsgegenstand für die Polizei sei.

## Untersuchung der Metropolitan Police
Der Befund der Gerichtsmedizinerin veranlasste die Metropolitan Police zu einer erneuten Untersuchung, die sich über weitere zwölf Monate hinzog. Nach heftiger Kritik an den Maßnahmen des Auslandsnachrichtendienstes nach dem Tod von Williams wurde den Beamten nach eigenen Angaben ein umfassender Zugang zu Mitarbeitern des MI6 gewährt.
Der stellvertretende Polizeichef der Metropolitan Police, Martin Hewitt, gab bekannt, dass trotz einer erneuten Prüfung aller Beweise und der Untersuchung neuer Spuren keine endgültige Antwort auf die Todesursache von Williams gefunden werden konnte und dass das „wahrscheinlichste Szenario“ darin besteht, dass er allein in seiner Wohnung in Pimlico im Zentrum Londons gestorben ist, weil er sich versehentlich in der Tasche eingeschlossen hat.

## Weitere Entwicklungen
Im September und Oktober 2015 erklärte Boris Karpichkov, ein ehemaliger Agent des KGB, der aus Russland übergelaufen ist und jetzt im Vereinigten Königreich lebt, in Interviews, dass „Quellen in Russland“ behauptet hätten, dass der russische Auslandsgeheimdienst (SWR) für den Mord an Williams verantwortlich sei. Karpichkov zufolge hat der SWR erfolglos versucht, Williams zu erpressen, damit er ein Doppelagent werde.
Als Reaktion auf die Versuche des SWR behauptete Williams offenbar, er kenne „die Identität eines russischen Spions innerhalb des GCHQ“. Karpichkov behauptete, dass Williams’ Drohung bedeutete, dass „der SWR keine andere Möglichkeit hatte, als ihn zu töten, um seinen Agenten im GCHQ zu schützen“. Bezüglich der Todesursache behauptete Karpichkov, dass der SWR Williams „durch ein nicht nachweisbares Gift, das in sein Ohr eingeführt wurde“, getötet hat.
Die BBC-Two-Fernsehserie London Spy aus dem Jahr 2015 basiert lose auf dem Fall Williams. In der Miniserie spielt Ben Whishaw die Rolle von Danny, der des Mordes beschuldigt wird, nachdem sein Partner, der MI6-Spion Alex, tot in einem verschlossenen Koffer aufgefunden wird.